# Rosema minor
Rosema minor är en fjärilsart som beskrevs av Max Wilhelm Karl Draudt 1934. Rosema minor ingår i släktet Rosema och familjen tandspinnare. Inga underarter finns listade.